# Менкхофф, Карл
Карл Менкхофф (нем. Carl Menckhoff; 14 апреля 1883 — 11 января 1948) — германский лётчик-истребитель, один из лучших германских асов Первой мировой войны с 39 сбитыми самолётами противника во время Первой мировой войны.

## Биография
Карл Менкхофф родился в Херфорде (Вестфалия, Пруссия) в семье Фридриха Вильгельма Менкхоффа (1853—1929) и Луизы, урождённой Шейкман (Siekmann) (1856—1922). Рос в семье восьмым ребёнком, всего в семье было десять братьев и сестер. Отец Карла успешно занимался бизнесом, имел ткацкую фабрику Herforder Leinen-Verein Wilhelm Menckhoff, на которой Карл работал подмастерьем, а позднее после неудачного занятия самостоятельным бизнесом, его основным работником. Будучи юношей Карл интересовался автомобилями и принимал участие в полетах на воздушном шаре со своим братом Вилли (который получил лицензию пилота воздушного шара). Считается, что он сыграл основную роль в выборе Карлом профессии лётчика.
Карл Менкхофф пришёл на военную службу вольноопределяющимся в возрасте 20 лет в 1903 году, но через шесть недель был признан негодным для службы после того, как попал в военный госпиталь с подозрением на аппендицит. В августе 1914 года в возрасте 31 года Карл Менкхофф зачислен в 106-й пехотный полк. Участвовал в Первой мировой войне на Западном фронте, воюя против французов в районе Шалон-ан-Шампань и на реке Сюип, а позже против англичан в районе Армантьера. Несколько раз был ранен, за храбрость награждён Железным крестом первого и второго класса в конце 1914 года.

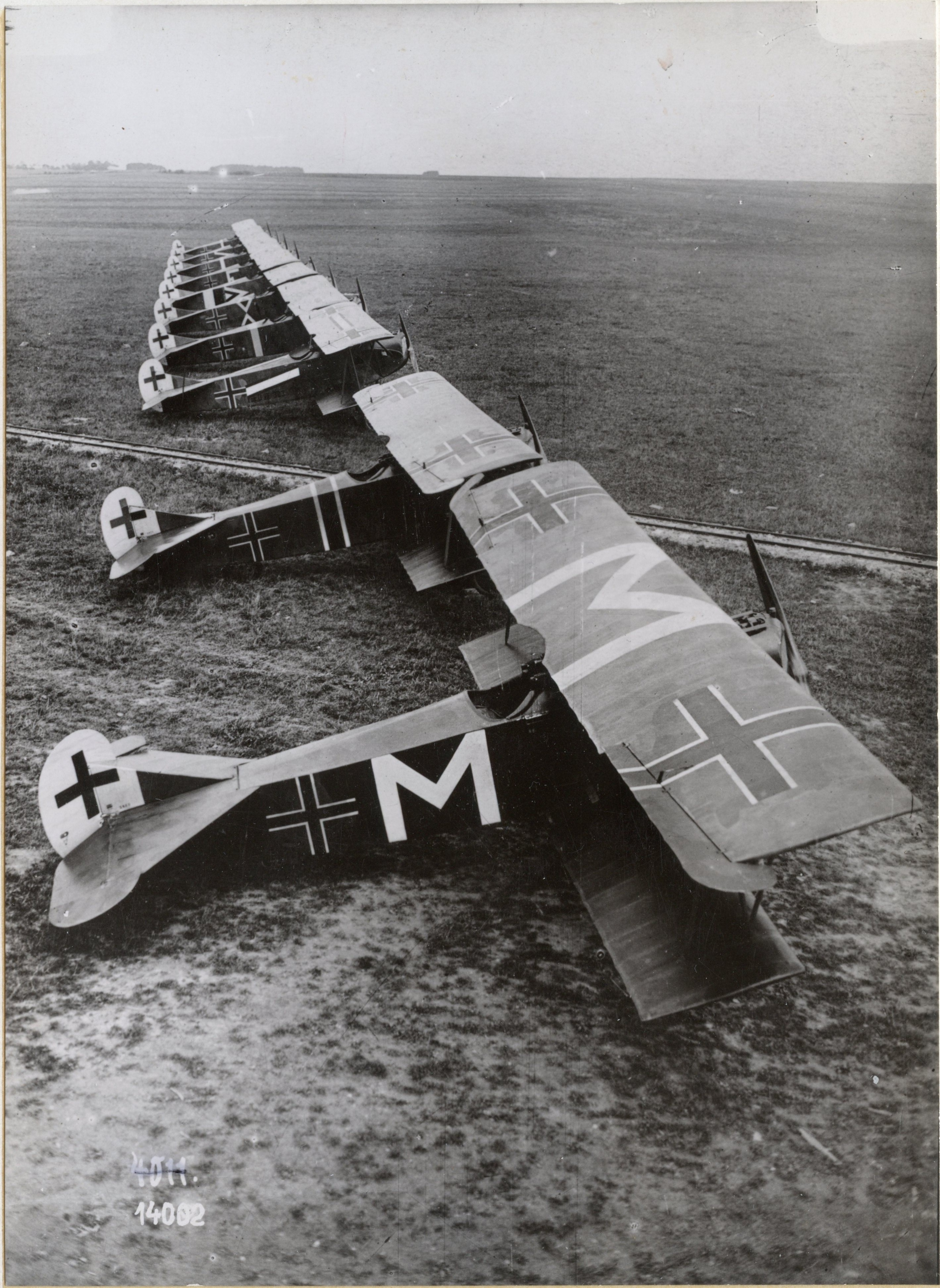
Самолеты Fokker D.VII из состава Jasta 72 (самолета Менкхоффа обозначен буквой «M»), Берникур, июль 1918

После ранения Карл Менкхофф становится непригодным для прохождения службы в качестве пехотинца и решает найти себе применение в авиации. Он был принят в лётную школу в феврале 1915 года. После получения необходимой квалификации Карл Менкхофф направлен в октябре 1915 на Западный фронт, на аэродром Pergnies-Quessey, недалеко от Сен-Кантена, где  снова получает ранение во время воздушного боя в январе 1916 года.
В апреле 1916 года Карл Менкхофф переводён на Восточный фронт и находится на аэродроме Ошмяны. Здесь он приобрел боевой опыт полетов, а в конце 1916 года назначен летчиком-инструктором в Кельн. В январе 1917 года был произведен в штаб-сержанты, а затем опять направлен на Западный фронт пилотом в истребительную эскадрилью Jagdstaffel 3, дислоцирующуюся в Фонтен-Ютерт возле Сен-Кантена и оснащенную самолетами Albatros D.III.
После первых 12 побед, одержанных Карлом Менкхоффом, он был сбит 28 сентября 1917 года и один раз легко ранен в начале 1918 года. 11 февраля лейтенант Карл Менкхофф принял командование Jasta 72. Число его побед достигло 20. За это лётчик был удостоен Рыцарского креста ордена Дома Гогенцоллернов с мечами, а 23 апреля после 25-й победы награждён высшим орденом — «Pour le Merite». К тому времени Jasta 72 имела на своём счету 60 побед при лишь одной потере.
25 июля 1918 года, через три дня после его тридцать девятой победы, в районе Шато-Тьерри  был сбит лейтенантом Уолтером Эвери из 95-й американской истребительной авиаэскадрильи и захвачен французскими войсками в плен. Карл Менкхофф был огорчен, узнав, что он был сбит новичком. Лейтенант Уолтер Эвери вырезал букву «М» с разбитого самолета Менкхоффа, но благородно решил оставить орден Pour le Merite Менкхоффу. После допроса Карл Менкхофф был переведен в качестве военнопленного, как и многие другие немецкие летчики, в лагерь Монтуар-сюр-ле-Луар, недалеко от Орлеана.
Менкхофф оставался в плену долгое время после окончания войны в ноябре 1918 года. Потеряв надежду на освобождение, сбежал 23 августа 1919 года и добрался до Швейцарии.

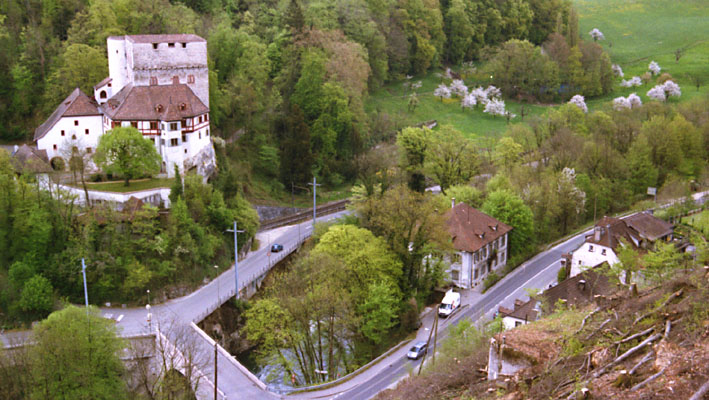
Замок Ангенштейн

В 1920 году переехал в Берлин, где стал менеджером авиакомпании «Deutsche Luft Lloyd GmbH». В конце 1920-х Карл Менкхофф основал компанию Caliqua Wärmegesellschaft MBH, затем создал дочерние компании во Франции и Швейцарии. Поселился в Швейцарии. В октябре 1938 года при пересечении немецко-швейцарской границе в Базеле был задержан за незаконный провоз швейцарских франков. Был арестован немецкими властями и провел в заключении более восьми месяцев. Находясь в заключении написал мемуары о Первой мировой войне. Принужденный к отказу от многих своих акций и бизнеса, патентов, был освобожден в мае 1939 года. Из-за опасения дальнейшего преследования переехал в Швейцарию на постоянное место жительства осенью 1939 года. Поселился на вилле вблизи замка Ангенштейн, которым владела семья его жены, где проживал и после Второй мировой войны.
Карл Менкхофф умер от осложнений после операции 11 января 1949 года. Похоронен в Базеле.

## Память
Бетти Эвери Апплгейт, дочери лейтенанта Уолтера Эвери, стало известно, что сын Карла Менкхоффа проживает в округе Колумбия (США). Она решила вернуть трофей отца: воздушный символ герба Менкхоффа, букву «М» с самолета Карла Менкхоффа. 10 мая 2007 года она передала вырезанную букву «М» с самолета Карла Менкхоффа его сыну Жерарду Менкхоффу на встрече ветеранов Лиги Мировой войны и истории авиации. Сын Карла Менкхоффа заявил, что он не знал, что его отец — один из лучших германских асов Первой мировой войны. Приняв символ пообещал передать семейную реликвию своему сыну, тезке великого Карла Менкхоффа.

## Награды
- Знак военного лётчика (Королевство Пруссия)
- Железный крест 2-го и 1-го класса (Королевство Пруссия)
- Королевский орден Дома Гогенцоллернов рыцарский крест с мечами (Королевство Пруссия)
- Орден «Pour le Mérite» (Королевство Пруссия)